# Leocadia Ibáñez Serrano
Leocadia Ibáñez Serrano (Santa Cruz, 22 de febrero de 1863 – 11 de julio de1955) fue una poetisa, dirigente, feminista y columnista boliviana.  

## Biografía
Hija única del revolucionario don Andrés Ibañez y Julia Serrano, esposa del intelectual igualitario y amigo de su padre Carlos Melquíades Barbery. Fue una mujer muy devota y religiosa que cursó sus estudios solo hasta donde le fue permitido siendo mujer.
Leocadia fue considerada una escritora hábil y elegante, quien supo armonizar en ritmo y rima cada uno de sus versos relacionados con sus creencias.

## Obras

### Envidias perdonables
Uno de sus poemas más celebres fue "Envidias perdonables", el cual fue publicado en distintos periódicos y revistas de la época, como El Oriente de Bolivia, El País, el Boletín Eclesiástico y la  Revista Almana de Riberalta. Dice este poema:
Yo quiero amarte, mi Jesús divino con amor infinito,
que se vuelva una zarza y que se encienda mi pecho de granito.
Quiero como Francisco verme herida con la llaga cruel de tu costado,

sentir que corre con mi sangre unida el agua que lavará mi pecado. 
Sus obras se caracterizaban por estar inspiradas en la moral cristiana, los sentimientos de familia y los fervores de la piedad religiosa.